# Liste der Biografien/Laa
Liste der Biografien |
Portal Biografien |
Personensuche
# |
A |
B |
C |
D |
E |
F |
G |
H |
I |
J |
K |
L |
M |
N |
O |
P |
Q |
R |
S |
T |
U |
V |
W |
X |
Y |
Z |
?
 
La |
Lb |
Lc |
Le |
Lg |
Lh |
Li |
Lj |
Ll |
Lm |
Lo |
Lp |
Lt |
Lu |
Lv |
Lw |
Lx |
Ly |
Lz
 
Laa |
Lab |
Lac |
Lad |
Lae–Lah |
Lai |
Laj |
Lak |
Lal |
Lam |
Lan |
Lao |
Lap |
Laq |
Lar |
Las |
Lat |
Lau |
Lav |
Law |
Lax |
Lay |
Laz
Die Liste der Biografien führt alle Personen auf, die in der deutschsprachigen Wikipedia einen Artikel haben. Dieses ist eine Teilliste mit 144 Einträgen von Personen, deren Namen mit den Buchstaben „Laa“ beginnt.

## Laa

### Laab
- Laáb, Mátyás (1746–1823), burgenlandkroatischer katholischer Priester, Schriftsteller und Übersetzer
- Laab, Wolfgang (* 1967), österreichischer Musiker, Komponist, Songwriter und Produzent
- Laaban, Ilmar (1921–2000), estnischer Lyriker und Literaturübersetzer
- Laaber, Otto (1934–1973), österreichischer Lyriker
- Laabs, Annegret (* 1967), deutsche Kunsthistorikerin
- Laabs, Dean (* 1965), US-amerikanischer Jazztrompeter
- Laabs, Dietrich († 2023), deutscher Basketballtrainer und -spieler
- Laabs, Dirk (* 1973), deutscher Autor, Journalist und Filmemacher
- Laabs, Hans (1915–2004), deutscher Maler
- Laabs, Hans-Joachim (1921–2009), deutscher Politiker (SED) und Staatssekretär
- Laabs, Joochen (* 1937), deutscher Schriftsteller
- Laabs, Karl (1896–1979), deutscher Architekt und Baubeamter, Angehöriger der Wehrmacht und Judenretter
- Laabs, Klaus (* 1953), deutscher literarischer Übersetzer und Herausgeber
- Laabs, Laura (* 1985), deutsche RegisseurinLaura Laabs (* 1985)

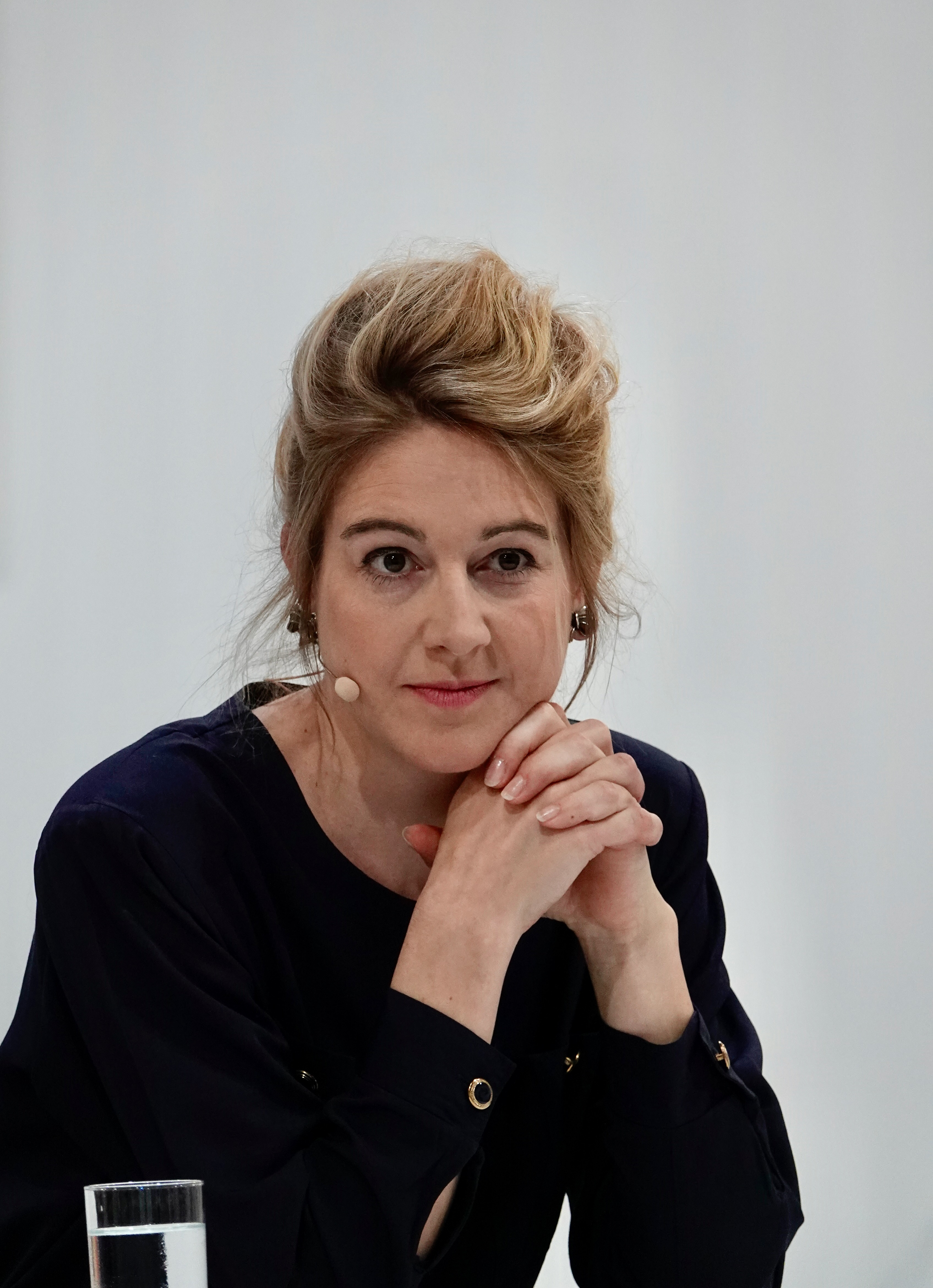
Laura Laabs (* 1985)

- Laabs, Richard (1895–1979), lutherischer Theologe und Hochschullehrer
- Laabus, Reio (* 1990), estnischer Fußballspieler

### Laac
- Laacher Samsonmeister, spätromanischer Steinmetz
- Laachraoui, Mourad (* 1995), belgischer Taekwondoin
- Laack, Benedict van (* 1997), deutscher Basketballspieler
- Laack, Fritz (1900–1990), deutscher Volkshochschullehrer und Ministerialbeamter
- Laack, Isabel (* 1977), deutsche Religionswissenschaftlerin
- Laack, Walter van (* 1957), deutscher Arzt und Thanatologe

### Laad
- Laade, Wolfgang (1925–2013), deutscher Musikethnologe

### Laaf
- Laaf, Nina (* 1977), deutsche Bildhauerin
- Laaff, Ernst (1903–1987), deutscher Musiker, Professor und Hochschulrektor

### Laag
- Laag, Heinrich (1892–1972), evangelischer Theologe, Professor für Kirchengeschichte
- Laag, Hermann (1926–2010), deutscher Fußballspieler
- Laag, Otto-Kurt (1897–1971), deutscher Lehrer und Heimatforscher
- Laage, Barbara (1920–1988), französische Schauspielerin
- Laage, Christoph Friedrich (1772–1839), deutscher Hegereiter
- Laage, Erwin (1920–1997), deutscher Gartenarchitekt
- Laage, Gerhart (1925–2012), deutscher Architekt, Hochschullehrer und Rektor der Universität Hannover
- Laage, Gladys Chai von der (* 1953), deutsche Fotografin und Leichtathletin
- Laage, Hans Christian (1853–1931), Laienforscher zur Vorgeschichte
- Laage, Karl Ernst (1920–2017), deutscher Literaturwissenschaftler und Biograf
- Laâge, Lou de (* 1990), französische SchauspielerinLou de Laâge (* 1990)

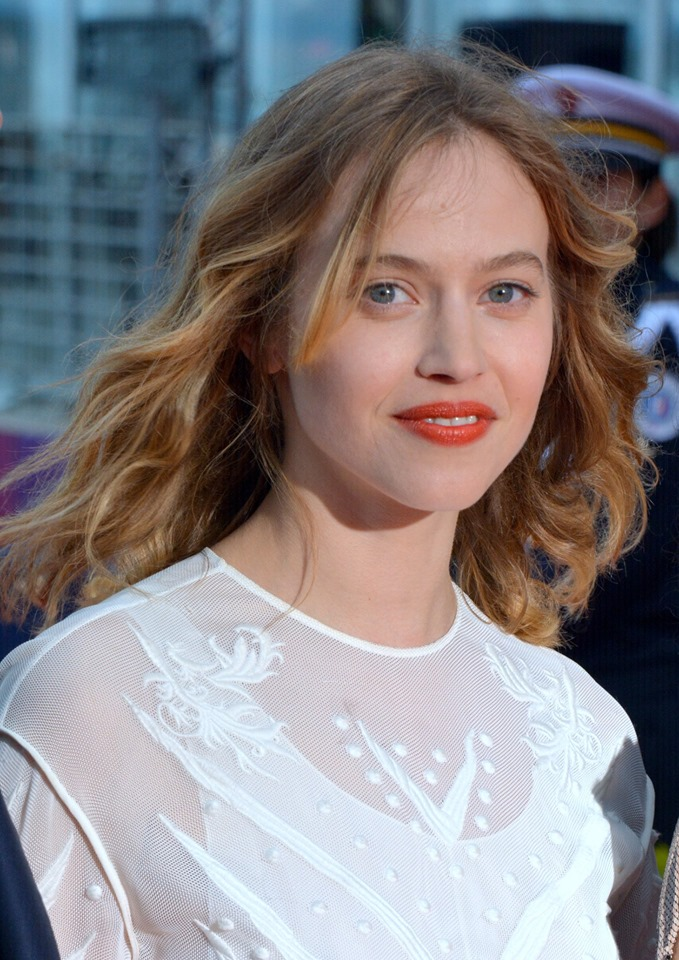
Lou de Laâge (* 1990)

- Laage, Rolf von der (1932–2006), deutscher Journalist, Sportfunktionär und Sportorganisator
- Laage, Wilhelm (1868–1930), deutscher Maler und Holzschneider
- Laager, Fridolin (1883–1975), Schweizer Politiker der Bauern-, Gewerbe und Bürgerpartei (BGB)
- Laager, Gustav (1867–1931), Schweizer Unternehmer
- Laager, Victor (1900–1985), Schweizer Unternehmer

### Laak
- Laak, Dirk van (* 1961), deutscher Historiker
- Laak, Everard ter (1868–1931), niederländischer römisch-katholischer Missionar und Bischof
- Laak, Lonny van (1896–1989), deutsche jüdische Kinobesitzerin
- Laak, Lothar van (* 1970), deutscher Germanist
- Laak, Martin te, Kirchenmusiker und Chorleiter
- Laak, Petra van (* 1966), deutsche Autorin, Referentin und Unternehmerin
- Laak, Phil (* 1972), US-amerikanischer Pokerspieler
- Laak, Wilhelm van (1881–1956), Arzt und Politiker (CDU), MdL
- Laake, Franz (* 1954), deutscher Journalist und Fernsehmoderator
- Laake, Heinz te (1925–2001), deutscher Künstler der Malerei, Kinetik und Skulptur
- Laaken, Sascha (* 1972), deutscher Politiker (SPD), MdL
- Laakkonen, Risto (* 1967), finnischer Skispringer
- Laakkonen, Roosa (* 1994), finnische Volleyball-Nationalspielerin
- Laakmann, Anni (* 1937), deutsche Schachmeisterin
- Laakmann, Heinrich (1802–1891), deutscher Drucker, Verleger und Buchhändler in Estland
- Laakmann, Heinrich (1840–1924), deutscher katholischer Geistlicher
- Laakmann, Heinrich (1892–1955), deutsch-baltischer Historiker
- Laakso, Leo (1918–2002), finnischer Skispringer
- Laakso, Markku (* 1978), finnischer Dirigent
- Laakso, Martti (* 1943), finnischer Ringer
- Laakso, Matti (1939–2020), finnischer Ringer
- Laakso, Teemu (* 1987), finnischer Eishockeyspieler
- Laaksola, Hennariikka (* 1985), finnische Schauspielerin
- Laaksonen, Antti (* 1973), finnischer Eishockeyspieler
- Laaksonen, Henri (* 1992), schweizerisch-finnischer TennisspielerHenri Laaksonen (* 1992)

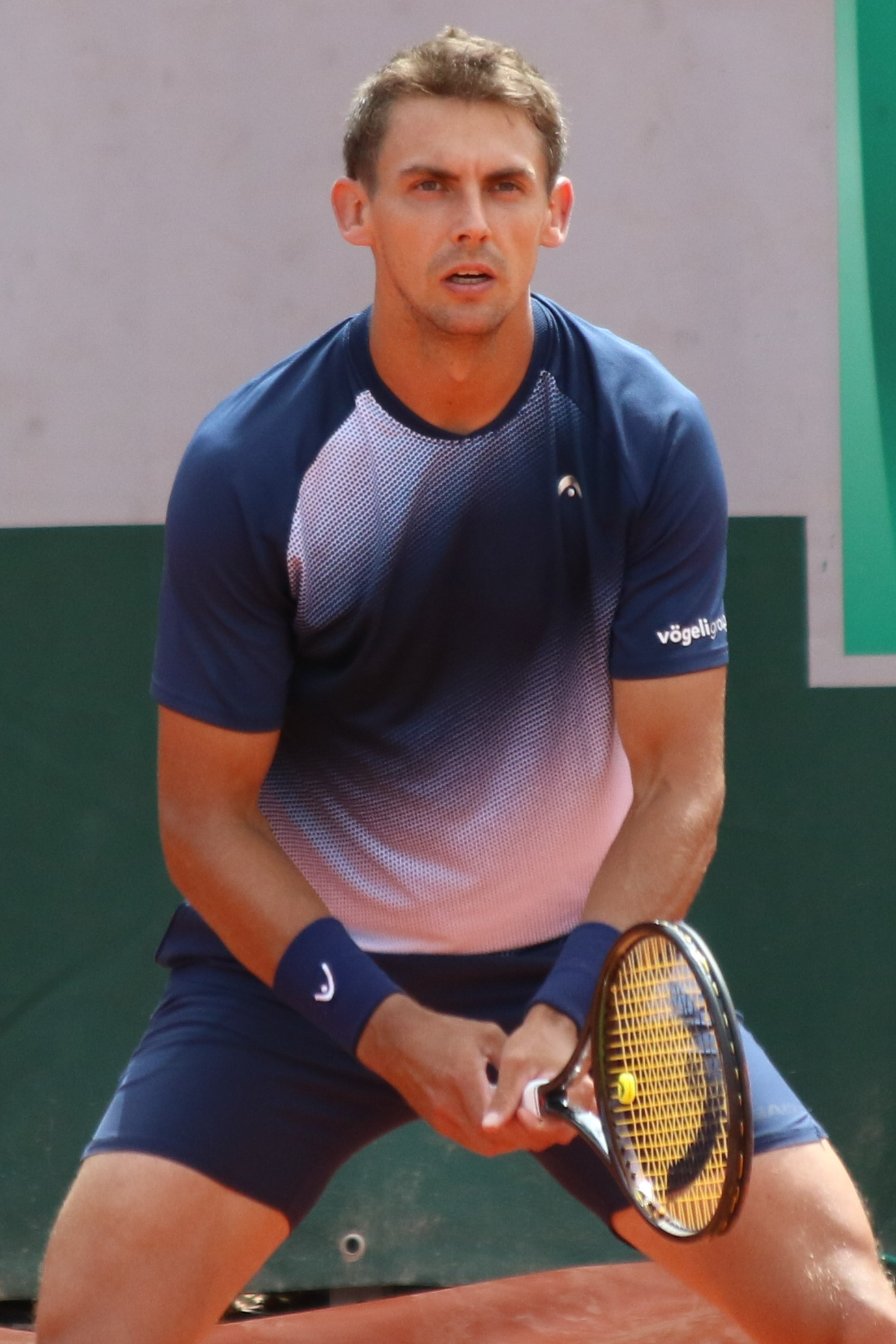
Henri Laaksonen (* 1992)

- Laaksonen, Mikko (1927–2006), finnischer Jurist, Wirtschaftsmanager und Politiker, Justizminister
- Laaksonen, Ossi (1936–2016), finnischer Skispringer
- Laaksonen, Simo (* 1998), finnischer Automobilrennfahrer

### Laal
- Laaland, Cornelius (1829–1891), Generalsuperintendent des Petersburger Konsistorialbezirks
- Laâlou, Amine (* 1982), marokkanischer Mittelstreckenläufer

### Laam
- Lââm (* 1971), tunesisch-französische Sängerin
- Laaman, Eduard (1888–1941), estnischer Journalist, Zeithistoriker und Politiker
- Laaman, Elmar (1906–1942), estnischer Fußballspieler
- Laaman, Ilona (1934–2017), estnische Lyrikerin
- Laamanen, Jukka-Pekka (* 1976), finnischer Eishockeyspieler
- Laameche, El-Hadi (* 1990), algerischer Leichtathlet

### Laan
- Laan, Dick (1894–1973), niederländischer Kinderbuchautor und Filmpionier
- Laan, Eberhard van der (1955–2017), niederländischer Rechtsanwalt und Politiker (PvdA)
- Laan, Hans van der (1904–1991), niederländischer Benediktinermönch und Architekt
- Laan, Harry van der (* 1936), niederländischer Astrophysiker
- Laan, Michiel van der, niederländischer GeneralleutnantMichiel van der Laan

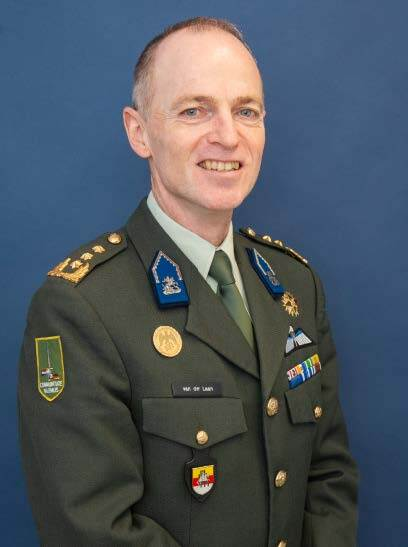
Michiel van der Laan

- Laan, Niels van der (* 1981), niederländischer Kabarettist und Schauspieler
- Laan, Reint (1914–1993), niederländischer Politiker und Gewerkschafter
- Laan, Shalisa van der (* 1999), niederländische Sängerin
- Laanan, Fadila (* 1967), belgische Politikerin
- Laanemäe, Mart (* 1959), estnischer Diplomat
- Läänemets, Lauri (* 1983), estnischer Politiker
- Laaneots, Ants (* 1948), estnischer Politiker & ehemaliger General
- Laanet, Kalle (* 1965), estnischer Politiker, Mitglied des Riigikogu
- Laaniste, Mari (* 1977), estnische Kunsthistorikerin und Schriftstellerin
- Laanjärv, Olev (1942–2007), estnischer Politiker und Sicherheitsexperte

### Laar
- Laar, Augusta (* 1955), deutsche Performancekünstlerin, Lyrikerin und Musikerin
- Laar, Clemens (1906–1960), deutscher Schriftsteller
- Laar, Conrad Peter (1853–1929), deutscher Chemiker
- Laar, Dennis van de (* 1994), niederländischer Automobilrennfahrer
- Laar, Getter (* 1989), estnische Fußballspielerin
- Laar, Jan Hendrik van de (1807–1874), niederländischer Genremaler
- Laar, Johannes van (1860–1938), niederländischer Chemiker
- Laar, Kalle (* 1955), deutscher Musiker und Performancekünstler
- Laar, Louis van de (1921–2004), niederländischer Politiker (KVP)Louis van de Laar (1921–2004)

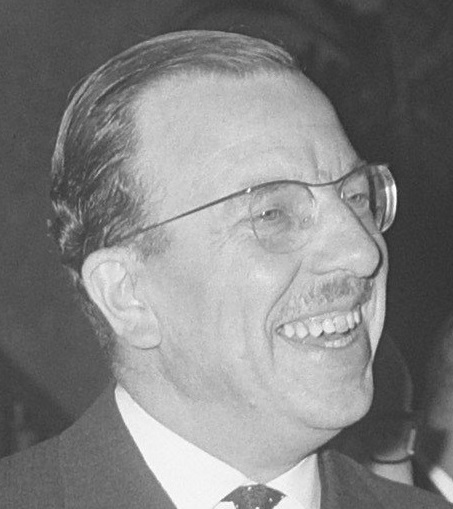
Louis van de Laar (1921–2004)

- Laar, Mart (* 1960), estnischer Politiker und Historiker
- Laar, Ulrike (1824–1881), deutsche Genre- und Porträtmalerin
- Laarchos, Sohn des Königs Battos II.
- Laarhoven, Renée van (* 1997), niederländische Hockeyspielerin
- Laari, Ilkka-Eemeli (* 1989), finnischer Snowboarder
- Laari, Sanna (* 1990), finnische Biathletin
- Laarmann, Jürgen (* 1967), deutscher Publizist und Journalist
- Laarmann, Matthias (* 1964), deutscher Gymnasiallehrer, römisch-katholischer Theologe, Philosophiehistoriker sowie Altphilologe mit starker Berücksichtigung der mittel- und neulateinischen Epochen
- Laaroussi, Zaid (* 1970), marokkanischer Langstreckenläufer
- Laars, Björn (* 1974), deutscher Fußballspieler
- Laartz, Gerhard (* 1940), deutscher Rock- und Fusionmusiker (Keyboards)

### Laas
- Laas Unltd. (* 1981), deutscher RapperLaas Unltd. (* 1981)

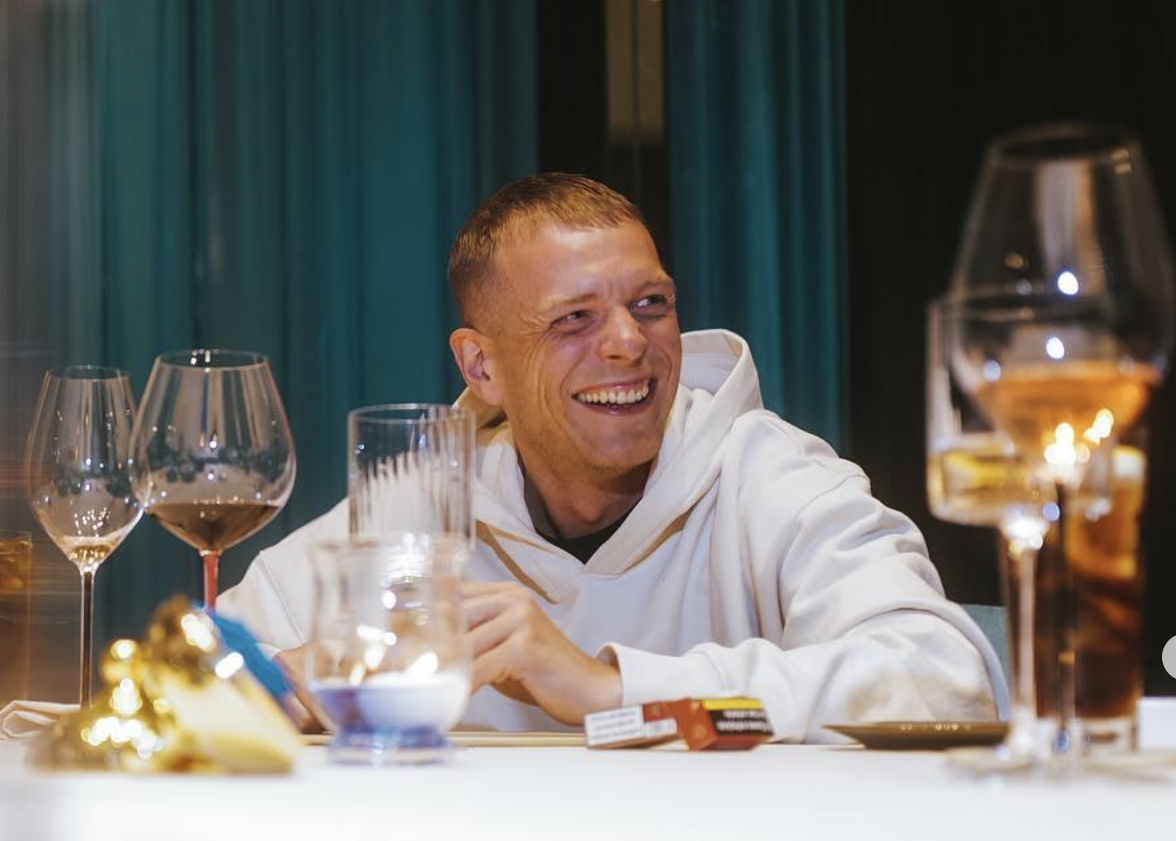
Laas Unltd. (* 1981)

- Laas, Alexander (* 1984), deutscher Fußballspieler
- Laas, Ernst (1837–1885), deutscher Pädagoge und Philosoph
- Laas, Helle (* 1941), estnische Jugendbuchautorin
- Laas, Martin (* 1993), estnischer Radrennfahrer
- Laas, Thorben (* 1978), deutscher Koch und Kochbuchautor
- Laas, Walter (1870–1951), deutscher Ingenieur und Rektor der TH Berlin
- Laasch, Dirk (* 1955), deutscher Schauspieler und Hörspielsprecher
- Laasch, Theodor (1894–1956), deutscher lutherischer Theologe und Landessuperintendent
- Laaser, Erich (* 1951), deutscher Radiomoderator und Sportreporter
- Laaser, Marco (* 1977), deutscher Fußballspieler
- Laaser, Max (1877–1948), deutscher Feuerwehrmann und Gewerkschafter
- Laaser, Ulrich (* 1941), deutscher Epidemiologe und Gesundheitswissenschaftler
- Laasma, Liina (* 1992), estnische Speerwerferin
- Laasner, Arnold (1906–1964), estnischer Fußballspieler
- Laasner, Hans (* 1864), deutscher Porträt- und Genremaler sowie Illustrator
- Laasner, Lea Saskia (* 1980), Schweizer Autorin
- Laasonen, Kauko (* 1951), finnischer Bogenschütze
- Laasonen, Kyösti (* 1945), finnischer Bogenschütze
- Laaß, Beate (* 1963), deutsche Schauspielerin
- Laass, Malte (* 1984), deutscher Basketballspieler
- Laass, Ralf (* 1968), deutscher Politiker (CDU), MdL

### Laat
- Laat, Itzhak de (* 1994), niederländischer Shorttracker
- Laatikainen, Arto (* 1980), finnischer Eishockeyspieler
- Laats, Johan (* 1967), belgischer Judoka
- Laats, Philip (* 1963), belgischer Judoka
- Laatsch, Harald (* 1956), deutscher Politiker (AfD)Harald Laatsch (* 1956)

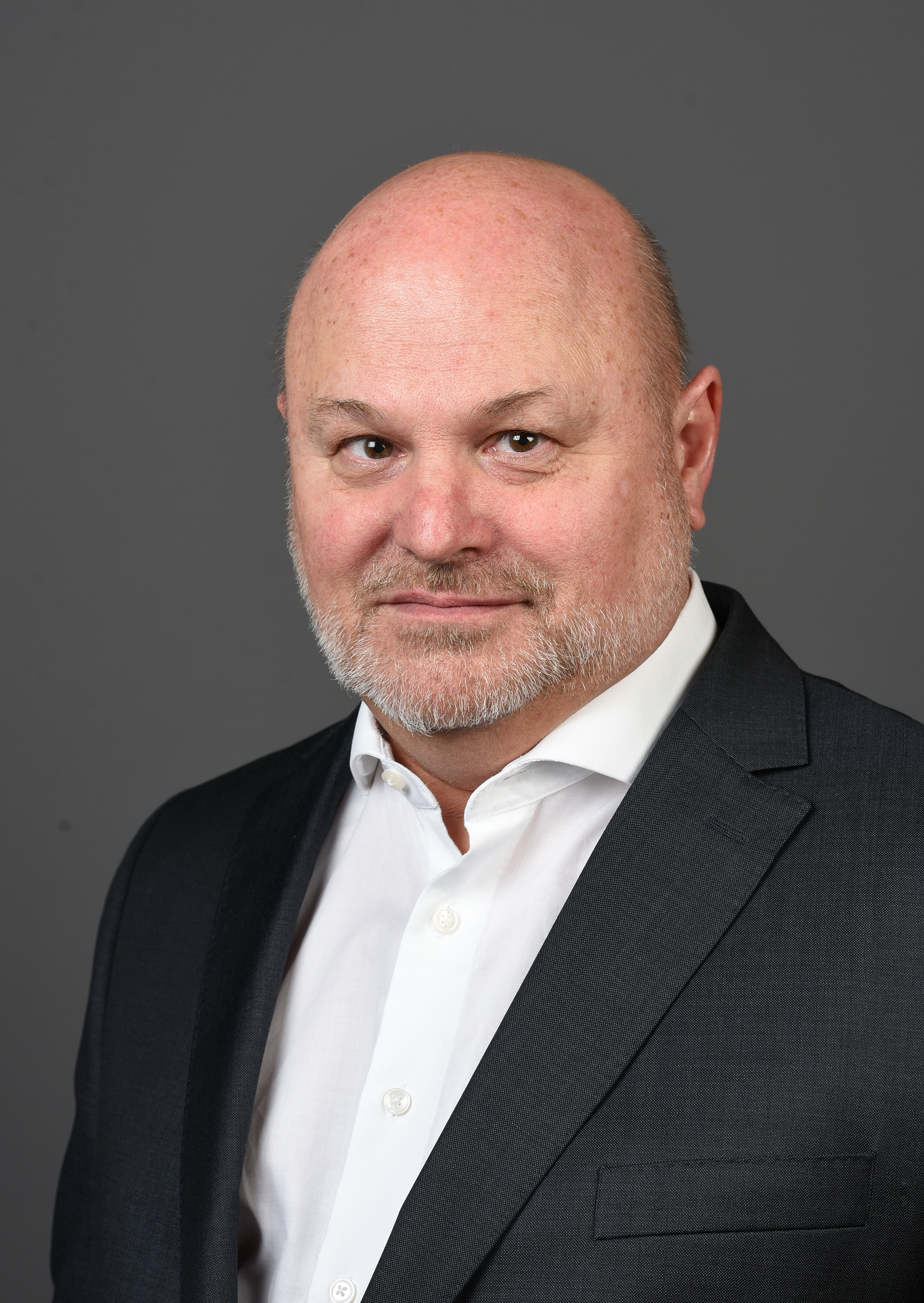
Harald Laatsch (* 1956)

- Laatsch, Willi (1905–1997), deutscher Bodenkundler und Forstwissenschaftler
- Laatz, Gesine, deutsche Schauspielerin
- Laatz, Johann von, böhmischer Alchemist

### Laau
- Laau, Seui (1942–2012), samoanischer Politiker in Amerikanisch-Samoa

### Laay
- Laayouni, Zoubida (* 1956), marokkanische Diskuswerferin